# 深川タマヱ
深川 タマヱ（ふかがわ たまえ、1903年7月26日 -1992年12月9日 ）は、日本の政治家、参議院議員（2期）。

## 経歴
佐賀県出身。1933年九州帝国大学法文学部経済学科卒業。戦後、新日本婦人党総裁となり、1947年の第1回参議院選挙に東京地方区から（無所属）初当選。2期務めた。のち、民主党に移り、婦人部副部長や参議院民主党副会長などを務め、改進党では都連副会長や婦人部長となり、日本民主党を経て自由民主党に入った。国会では参議院建設委員長や懲罰委員長を務めた。1956年の第4回参議院議員選挙で落選した。
1974年秋の叙勲で勲三等宝冠章受章。
1992年12月9日死去、89歳。死没日をもって従四位に叙される。